# Deeper Underground
"Deeper Underground" is een nummer van de Britse band Jamiroquai. Het nummer werd uitgebracht op de soundtrack van de film Godzilla uit 1998. Op 13 juli van dat jaar werd het nummer uitgebracht als de tweede single van het album. In 1999 bracht de band het tevens uit op hun album Synkronized, waarvan het de eerste single was.

## Achtergrond
"Deeper Underground" is geschreven door zanger Jay Kay en toetsenist Toby Smith en geproduceerd door Rick Pope. Het werd geschreven voor de soundtrack van de film Godzilla, waarvoor ook artiesten als Puff Daddy, Rage Against the Machine, Foo Fighters en Green Day nummers hebben ingeleverd. Later verscheen het ook op het Jamiroquai-album Synkronized, en in 2001 stond het ook op een speciale versie van hun album A Funk Odyssey.
"Deeper Underground" werd de enige nummer 1-hit van de groep in het Verenigd Koninkrijk, en stond ook in Schotland op de eerste plaats. Daarnaast werd in Finland, Ierland, IJsland, Italië, Spanje en Zwitserland de top 10 bereikt. In Nederland kwam de single tot de negentiende plaats in de Top 40 en de achttiende plaats in de Mega Top 100, terwijl in Vlaanderen plaats 49 in de Ultratop 50 werd gehaald. De videoclip van het nummer werd gebruikt als promotie voor de film Godzilla.

## Hitnoteringen

### Nederlandse Top 40
| Hitnotering: 12-09-1998 t/m 14-11-1998 | Hitnotering: 12-09-1998 t/m 14-11-1998 | Hitnotering: 12-09-1998 t/m 14-11-1998 | Hitnotering: 12-09-1998 t/m 14-11-1998 | Hitnotering: 12-09-1998 t/m 14-11-1998 | Hitnotering: 12-09-1998 t/m 14-11-1998 | Hitnotering: 12-09-1998 t/m 14-11-1998 | Hitnotering: 12-09-1998 t/m 14-11-1998 | Hitnotering: 12-09-1998 t/m 14-11-1998 | Hitnotering: 12-09-1998 t/m 14-11-1998 | Hitnotering: 12-09-1998 t/m 14-11-1998 | Hitnotering: 12-09-1998 t/m 14-11-1998 |
| Week                                   | 1                                      | 2                                      | 3                                      | 4                                      | 5                                      | 6                                      | 7                                      | 8                                      | 9                                      | 10                                     |                                        |
| -------------------------------------- | -------------------------------------- | -------------------------------------- | -------------------------------------- | -------------------------------------- | -------------------------------------- | -------------------------------------- | -------------------------------------- | -------------------------------------- | -------------------------------------- | -------------------------------------- | -------------------------------------- |
| Positie                                | 30                                     | 28                                     | 27                                     | 25                                     | 20                                     | 19                                     | 20                                     | 28                                     | 32                                     | 38                                     | uit                                    |

### Mega Top 100
| Hitnotering: 29-08-1998 t/m 19-12-1998 | Hitnotering: 29-08-1998 t/m 19-12-1998 | Hitnotering: 29-08-1998 t/m 19-12-1998 | Hitnotering: 29-08-1998 t/m 19-12-1998 | Hitnotering: 29-08-1998 t/m 19-12-1998 | Hitnotering: 29-08-1998 t/m 19-12-1998 | Hitnotering: 29-08-1998 t/m 19-12-1998 | Hitnotering: 29-08-1998 t/m 19-12-1998 | Hitnotering: 29-08-1998 t/m 19-12-1998 | Hitnotering: 29-08-1998 t/m 19-12-1998 | Hitnotering: 29-08-1998 t/m 19-12-1998 | Hitnotering: 29-08-1998 t/m 19-12-1998 | Hitnotering: 29-08-1998 t/m 19-12-1998 | Hitnotering: 29-08-1998 t/m 19-12-1998 | Hitnotering: 29-08-1998 t/m 19-12-1998 | Hitnotering: 29-08-1998 t/m 19-12-1998 | Hitnotering: 29-08-1998 t/m 19-12-1998 | Hitnotering: 29-08-1998 t/m 19-12-1998 | Hitnotering: 29-08-1998 t/m 19-12-1998 |
| Week                                   | 1                                      | 2                                      | 3                                      | 4                                      | 5                                      | 6                                      | 7                                      | 8                                      | 9                                      | 10                                     | 11                                     | 12                                     | 13                                     | 14                                     | 15                                     | 16                                     | 17                                     |                                        |
| -------------------------------------- | -------------------------------------- | -------------------------------------- | -------------------------------------- | -------------------------------------- | -------------------------------------- | -------------------------------------- | -------------------------------------- | -------------------------------------- | -------------------------------------- | -------------------------------------- | -------------------------------------- | -------------------------------------- | -------------------------------------- | -------------------------------------- | -------------------------------------- | -------------------------------------- | -------------------------------------- | -------------------------------------- |
| Positie                                | 69                                     | 42                                     | 33                                     | 29                                     | 26                                     | 23                                     | 20                                     | 18                                     | 23                                     | 31                                     | 32                                     | 37                                     | 43                                     | 54                                     | 63                                     | 73                                     | 87                                     | uit                                    |

### NPO Radio 2 Top 2000
| Nummer met noteringen in de NPO Radio 2 Top 2000 | '11  | '12  | '13  |
| ------------------------------------------------ | ---- | ---- | ---- |
| Deeper Underground                               | 1505 | 1761 | 1518 |

1. ↑  Een vetgedrukt getal geeft de hoogste notering aan.
2. ↑  2011 was het eerste jaar met een notering voor dit nummer.
3. ↑  Deze tabel is bijgewerkt tot en met de laatste editie (2024).